# Naxa textilis
Naxa textilis är en fjärilsart som beskrevs av Preyer 1884. Naxa textilis ingår i släktet Naxa och familjen mätare. Inga underarter finns listade i Catalogue of Life.

## Bildgalleri

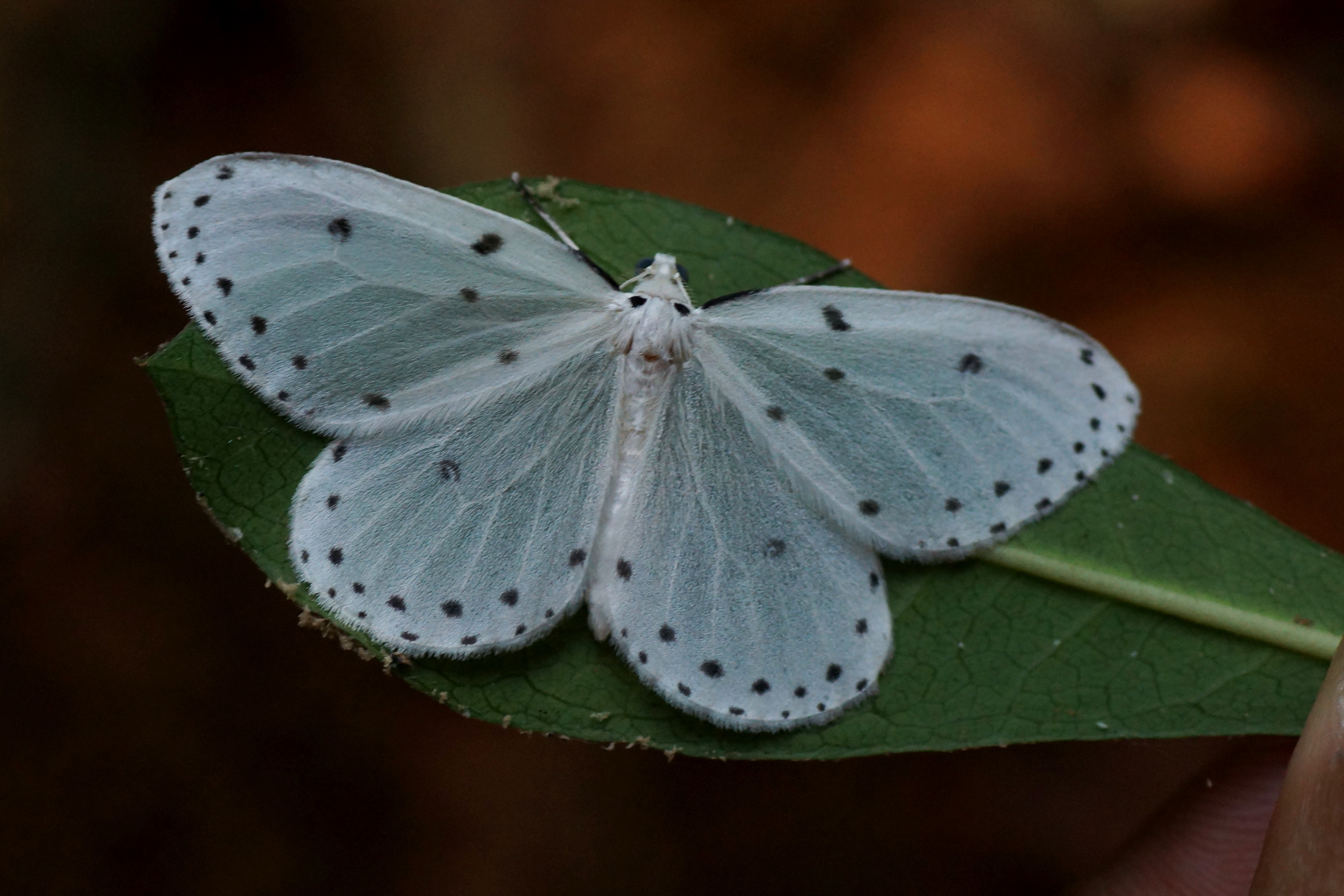